# Юльянув (Келецький повіт)
Юльянув (пол. Julianów) — село в Польщі, у гміні Пекошув Келецького повіту Свентокшиського воєводства.
Населення — 95 осіб (2011).
У 1975-1998 роках село належало до Келецького воєводства.

## Демографія
Демографічна структура на день 31 березня 2011 року:
|          | Загалом | Допрацездатний вік | Працездатний вік | Постпрацездатний вік |
| -------- | ------- | ------------------ | ---------------- | -------------------- |
| Чоловіки | 45      | 9                  | 32               | 4                    |
| Жінки    | 50      | 14                 | 31               | 5                    |
| Разом    | 95      | 23                 | 63               | 9                    |